# Caritas Suisse
Caritas Suisse (en allemand : Caritas Schweiz ; en italien : Caritas Svizzra ; en romanche : Caritas Svizra) est une organisation catholique suisse à but non lucratif. Sa mission est de prévenir, combattre et soulager la pauvreté.
Elle est membre de Caritas Europa et de Caritas Internationalis.

## Historique

### Les débuts et les guerres
En 1901, une « section » de Caritas est fondée au sein de l'Association catholique suisse (Schweizer Katholikenverein), sur le modèle de l'Association Caritas allemande, créée quatre ans plus tôt. Elle regroupe plusieurs associations suisses, mais n'est pas en mesure d'unifier véritablement les diverses organisations et associations sociales caritatives du catholicisme suisse. Le père Rufin Steimer (1866-1928) en est le premier président.
Après la Première Guerre mondiale, en 1919, le bureau central de Caritas à Lucerne a été créé. Il organise les activités d'aide catholique à l'Europe touchée par la guerre, en particulier l'aide aux enfants. L'association Caritas a été légalement enregistrée en 1927 et a finalement réuni toutes les associations et institutions actives dans le catholicisme suisse. Les décennies suivantes ont été marquées par une période de professionnalisation et de centralisation.
Selon le concept de Caritas, les paroisses sont censées organiser des activités sociales et caritatives au niveau local, avec plus ou moins de succès et d'efficacité. Des dimanches Caritas spéciaux, avec des présentations illustrées et d'autres activités, ont été organisés pour sensibiliser les paroissiens. En outre, au-delà des paroisses, Caritas offre une formation religieuse, idéologique et professionnelle complémentaire aux professionnels travaillant dans les institutions, les foyers et les hôpitaux.
À la fin des années 1920, l'organisation travaille avec des groupes vulnérables spécifiques, notamment les enfants et les jeunes, les tuberculeux, les personnes âgées, les alcooliques, les personnes souffrant de différents handicaps, etc. Dans le domaine de la pédagogie curative, Caritas fonde des instituts curatifs à Lucerne en 1932 et à l'université de Fribourg en 1936.
Après l'arrivée au pouvoir d'Hitler en Allemagne en 1933, le problème des réfugiés devient de plus en plus important pour Caritas Suisse. En 1936, la Commission catholique d'aide aux réfugiés est fondée. Après l'Anschluss de l'Autriche en 1938, les coûts financiers de l'aide aux réfugiés de Caritas ont augmenté en raison de l'accroissement rapide du nombre de réfugiés catholiques. À la fin de la guerre, en 1945, Caritas s'occupait d'environ 18 000 réfugiés.

### Depuis les années 1950
L'expansion rapide de l'après-guerre a des répercussions sur l'organisation Caritas. Des crises internes sont apparues, entraînant la démission du directeur Giuseppe Crivelli et une révision des statuts en 1950. À partir de la fin des années 1950, Caritas a commencé à soutenir d'autres réfugiés, cette fois en provenance du bloc de l'Est européen, en apportant une aide à environ la moitié des plus de 10 000 réfugiés hongrois arrivés en Suisse en 1956 après l'échec de la révolution hongroise. À partir de 1968/69, l'organisation a aidé des milliers de Tchèques et de Slovaques qui ont obtenu l'asile après le Printemps de Prague. Au cours des années 1960, l'accent est mis sur les secours d'urgence et les secours en cas de catastrophe. Caritas organise des campagnes pour l'Inde (1965/1966), les victimes des inondations au Portugal et en Roumanie (1967 et 1970), ainsi que pour les victimes du séisme à Belice en Sicile en 1968 et du tremblement de terre d'Ancash au Pérou en 1970.
Une importante opération de secours a eu lieu entre 1968 et 1970 en faveur des victimes de la guerre du Biafra au Nigeria, qui a permis de recueillir plus de 11 millions de francs suisses de dons. Cette opération a dépassé les capacités de l'infrastructure existante de l'association et a déclenché une période de croissance.
de l'association et déclenche une période de croissance, suivie d'une nouvelle crise interne, qui culmine en 1971 avec la démission du directeur Peter Kuhn (1935-1995). L'année suivante, une révision des statuts a été engagée, conduisant à une réforme interne au sein de l'organisation.
Au cours des années 1970 et 1980, Caritas Suisse s'est transformée en une organisation d'aide multisectorielle avec un large champ d'activités, englobant des initiatives sociales en Suisse et l’ide au développement et aux catastrophes au niveau international. À partir de 1982, elle a réorienté ses efforts de l'aide d'urgence à court terme vers l'aide à la reconstruction à plus long terme .

### Controverse sur le financement de Caritas Neuchâtel par l'industrie du tabac
Un rapport publié par deux associations suisses actives dans la prévention du tabagisme (AT Suisse et OxySuisse) en novembre 2024 indique que Caritas Neuchâtel serait financé par le cigarettier Philip Morris. En 2023, l'organisation caritative aurait reçu 37'896 francs suisses de Philip Morris. Selon les organisations à l'origine de l'enquête, cette générosité de la multinationale du tabac ne serait pas gratuite : "ces contributions sont en réalité des outils de relations publiques visant à tisser des liens avec la société civile, à redorer son image et à créer un sentiment de redevabilité auprès de ces organisations." Cette contribution serait éthiquement problématique pour une organisation active dans l'aide aux plus démunis, étant donné que les produits commercialisés par les entreprises de tabac tuent chaque année environ 9.500 personnes en Suisse et 8 millions dans le monde.

### Structure et travail

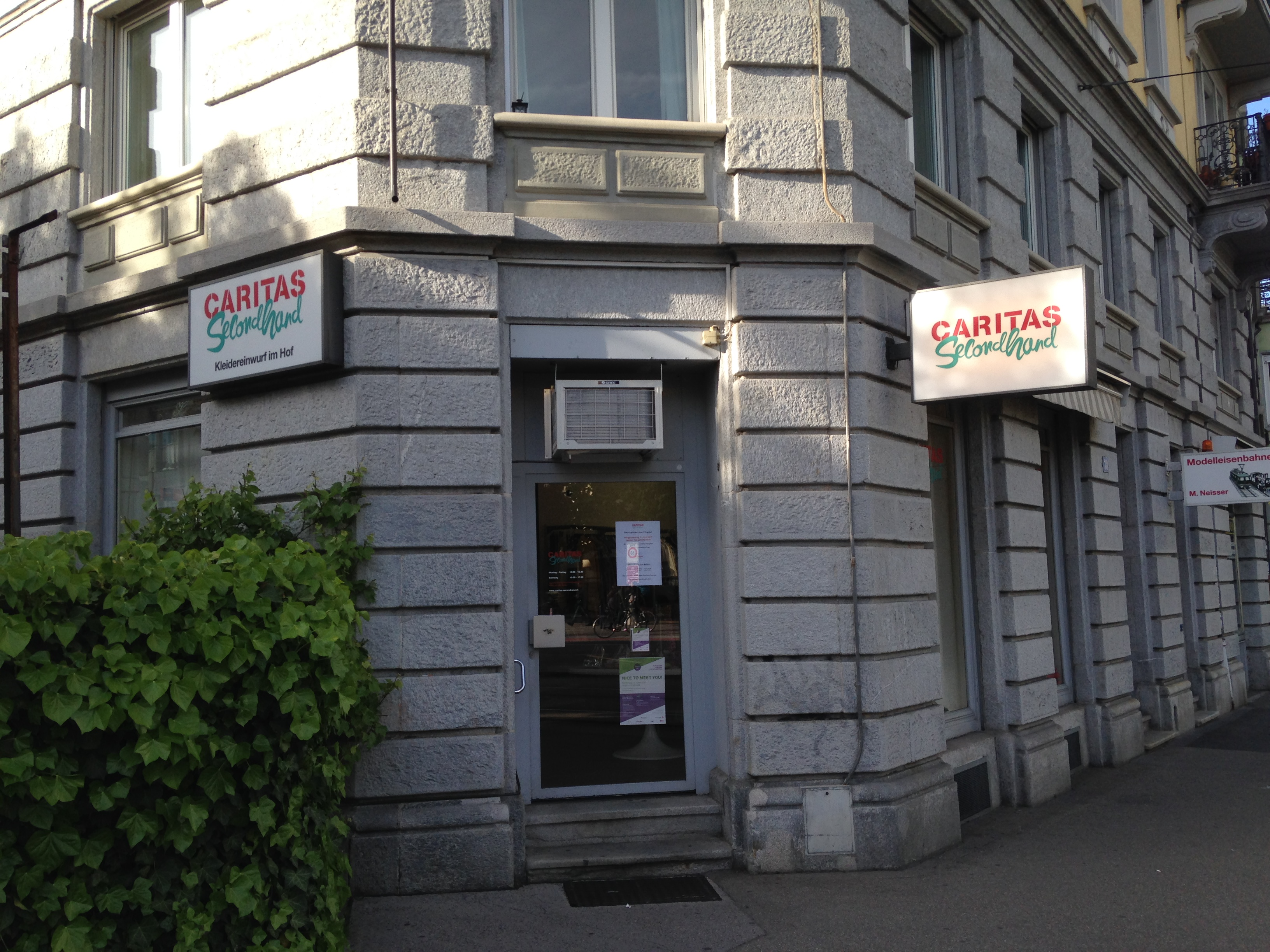
Un magasin Caritas de vêtements de seconde main à Zurich.

Caritas Suisse se compose de 16 organisations Caritas régionales et indépendantes en Suisse. Elles mettent en œuvre des projets sociaux au niveau local. En collaboration avec Caritas Suisse, elles participent à des campagnes nationales de lutte contre la pauvreté, ainsi qu'à des activités spécifiques telles que le conseil en matière d'endettement et la gestion des épiceries sociales Caritas. Les Caritas régionales soutiennent les personnes touchées par la pauvreté en Suisse et contribuent ainsi à l'intégration sociale.
Par ses programmes et son travail politique, Caritas contribue à ce que les personnes dans le besoin, indépendamment de leurs convictions politiques ou religieuses, de leur sexe ou de leur appartenance ethnique, puissent profiter de leurs chances et avoir accès à la nourriture, au logement, aux soins de santé, à l'éducation et au travail,.
- Caritas Aargau (Argovie)
- Caritas beider Basel ("Caritas des deux Bâle")
- Caritas Bern (Berne)
- Caritas Fribourg
- Caritas Genève
- Caritas Graubünden (Grisons)
- Caritas Jura
- Caritas Luzern (Lucerne)
- Caritas Neuchâtel
- Caritas Solothurn (Soleure)
- Caritas St.Gallen-Appenzell (Saint-Gall-Appenzell)
- Caritas Thurgau
- Caritas Ticino (Tessin)
- Caritas Valais
- Caritas Vaud
- Caritas Zürich (Zurich)

Sur le plan international, Caritas Suisse a mis en œuvre des projets en 2023 dans une vingtaine de pays d'Afrique, d'Asie, d'Europe et d'Amérique latine, par le biais de ses bureaux locaux dans les pays et en soutenant des organisations partenaires locales,.
En 2023, 615 personnes ont travaillé pour les différentes structures Caritas en Suisse, représentant 488 équivalent temps plein. Cette même année, le budget était d'environ 150 millions de franc suisse.

### Président
- depuis 2023 : Monika Maire-Hefti[9]
- 2021 - 2022 : Claudius Luterbacher[10]
- 2012 - 2021 : Mariangela Wallimann-Bornatico[11]
- 1997 - 2012 : Fulvio Caccia[12]
- 1987 - 1997 : Vital Darbellay[13]

## Prix Caritas
Depuis 2003, Caritas Suisse décerne le Prix Caritas à des personnes ayant apporté une contribution exceptionnelle dans les domaines du travail social, de la coopération au développement ou de la compréhension interculturelle. Le prix est doté de 10 000 francs suisses. Les lauréats sont :
- 2003 : Shay Cullen, pour son engagement en faveur des droits de l'homme et de la lutte contre la traite des êtres humains aux Philippines.
- 2004 : Rosiamo Ashurova et Saodat Kamalova, médecins du Tadjikistan, pour leur engagement en faveur de la dignité humaine dans une société en crise.
- 2005 : Paride Taban, évêque, pour son engagement de plusieurs décennies en faveur de la paix et de la justice au Sud-Soudan.
- 2006 : Jesús Abad Colorado, photojournaliste colombien, pour son engagement en faveur de la paix et de la justice en Colombie.
- 2007 : Le Père Jean-Marie Viénat et Sœur Anne Féser pour leur engagement au service des personnes en situation de pauvreté en Suisse.
- 2008 : Jacinta Torres, éducatrice dominicaine, pour son travail auprès des enfants handicapés mentaux et physiques.
- 2009 : Ibrahim Muhammad, pour son engagement en faveur de l'éducation des enfants et des jeunes défavorisés.
- 2010 : Sœur Vicenzina Dallai et le Père Gérard Dorméville pour leur engagement dans l'éducation des enfants et des jeunes socialement défavorisés aux Gonaïves, en Haïti.
- 2011 : Cecilia Flores-Oebanda pour son engagement en faveur des femmes et des jeunes filles, des victimes de la traite des êtres humains et de la lutte contre l'exploitation sexuelle et d'autres formes de violence aux Philippines.
- 2012 : José María Romero pour son engagement en faveur du droit à la propriété foncière des populations indigènes au Guatemala.
- 2013 : Rachel Newton pour son engagement en faveur des droits et de la protection des enfants dans la région autonome kurde du nord de l'Irak.
- 2014 : Nawras Sammour SJ et Wael Suleiman pour leur travail en faveur des personnes déplacées en Syrie et dans la Jordanie voisine depuis le début de la guerre.
- 2015 : Gabriele del Grande, journaliste et blogueur italien, pour s'être exprimé publiquement au nom des migrants bloqués aux portes de l'Europe depuis plus de dix ans.
- 2016 : Alice Achan pour son engagement à promouvoir l'éducation et la formation des filles et des très jeunes mères en Ouganda.
- 2017 : Luz Estela Romero et Ricardo Esquivia, pour leur lutte en faveur d'un processus de paix durable et du respect des droits de l'homme en Colombie.
- 2018 : Sovannarith Sam, pour son travail de protection des droits de l'enfant au Cambodge.
- 2019 : Frei Adailson Quintino dos Santos et Lucimar Correa pour leur lutte en faveur de la protection des enfants des rues et des droits de l'enfant à Rio de Janeiro, au Brésil.
- 2020 : annulé en raison de la pandémie de COVID-19
- 2021 : Thomas Stocker, co-auteur des rapports du Groupe d'experts intergouvernemental sur l'évolution du climat.
- 2022 : Lea Hungerbühler pour son engagement en faveur des droits des personnes en fuite et l'utilisation de nouvelles approches pour aider les personnes en quête de protection à faire valoir leurs droits.
- 2023 : Tetiana Stawnychy, Présidente de Caritas Ukraine, pour l'aide humanitaire vitale que son organisation apporte à la suite de l'invasion russe de l'Ukraine.Prix Caritas